# Desmodium subsimplex
Desmodium subsimplex är en ärtväxtart som först beskrevs av George Bentham, och fick sitt nu gällande namn av Gustaf Oskar Andersson Malme. Desmodium subsimplex ingår i släktet Desmodium och familjen ärtväxter. Inga underarter finns listade i Catalogue of Life.